# اس‌ام او-۳ (اتریش-مجارستان)
اس‌ام یو-۳ (به آلمانی: SM U 3) یک او-بوت نیروی دریایی امپراتوری اتریش-مجارستان بود.

## تاریخچه عملیاتی
ماه اوت سال ۱۹۱۵، پس از گذراندن مدت طولانی در حالت کمین در نزدیکی بریندیسی در ایتالیا، یک اژدر به سمت ناو کمکی ایتالیایی چیّتا دی کاتانیا شلیک کرد. این کشتی بخار اژدر را رد و تلاش کرد خود را به او-۳ بکوبد که بدنه دو شناور به یکدیگر خراشیده شد. چیتا دی کاتانیا به سمت او-بوت خرج عمقی پرتاب کرد. در همین هنگام یک قایق اژدرافکن ایتالیایی به سرعت به او-۳ نزدیک شد و دو اژدر به طرف آن رها نمود که از روی او-بوت گذشت. خرج عمقی شلیک شده موجب خرابی پریسکوب او-۳ و ایجاد چند سوراخ در اگزوزها و مخازن آن شد. با رفتن او-بوت به عمق دشمن رد آن را گم کرد. بعد از ظهر همان روز او-۳ سعی کرد به سطح بازگردد اما با شناسایی یک ناو فرانسوی در آن نزدیکی بلافاصله وادار به بازگشت به عمق شد. در نهایت شب هنگام با جا گذاشتن تعقیب‌کنندگان، قادر گشت به سطح بیاید. در این زمان میزان خسارات مشاهده شد. موتور او-بوت از کار افتاده بود. تلاش برای تعمیر آن ثمر بخش نگشت. او-۳ مجبور به ادامه حرکت با موتورهای الکتزیکی خود شد. در این زمان سه ناوشکن دشمن به آن نزدیک شدند. او-بوت تلاش کردن با رفتن به عمق بگریزد اما پمپ‌های عمل نمی‌کردند. با فرورفتن دماغه آب وارد بدنه شد و محفظه باتری‌ها را پر کرد. شش تن از خدمه در اثر آزاد شدن گاز کلر جان باختند. موتورهای الکتریکی نیز از کار افتادند. با منفجر کردن محفظه تعادل او-بوت مجدداً از عمق ۳۰ متری مسطح شد. خدمه قادر به خروج از او-بوت گردیدند اما کارل اشترنات، فرمانده او-۳ به همراه آن غرق شد. دو تن از خدمه در اثر تیراندازی ناوشکن‌های دشمن کشته شدند و مابقی به اسارت درآمدند.